# 키도 나츠키
키도 나츠키 (일본어: 鬼怒 無月, 1964년 7월 7일 -), 일본의 기타 연주자, 작곡가, 프로듀서이며 인디레이블 '마보로시노 세카이'(まぼろしの世界)를 운영하고 있다. 본명은 木戸夏樹. 군마현 다카사키시출신이지만, 가나가와현 후지사와시에서 성장했다. 프로그레시브 록에 기반하고 있지만 다양한 장르의 음악을 만들어내고 있다. 기타는 팬더 스트라토캐스터를 주로 애용한다.

## 개요
초등학교때 클래식 기타를 시작했고 중학교때부터 전기 기타를 연주했다. 밴드활동은 고등학교때 시작했다. 직장생활을 하다가 1988년 잇소 유키히로(一噌幸弘)의 밴드에 참여해 1990년에 앨범을 내면서 직장생활을 그만두었다.
1990년에 자신의 그룹 본디지 프룻(Bondage Fruit)을 결성했고 1993년에 동료인 카츠이 유지(勝井祐二)와 함께 레이블 '마보로시노 세카이'를 만들었다. 본디지 프룻의 앨범은 프랑스 뮤제아 레이블을 통해 세계발매가 되기도 했다. 해외 프로그 페스티벌 등에 초청되기도 했다. (98 스칸디나비아 프로그 페스티벌, 99 프로그페스트 99)
2004년에는 아스토르 피아졸라의 영향을 받은 프로그레시브 탱고 밴드인 '살레 가보'(Salle Gaveau)를 결성해 라이브를 하고있다. 살레 가보도 여러 페스티발에 초청된 바 있다. (07 RIO 2007, 08 모자이크 뮤직 페스티벌 등)
그 외에 파워 록밴드인 코일(Coil), 요시다 타츠야(吉田達也)의 밴드 코레쿄진(是巨人), 우메즈 카즈토키(梅津和時)의 키키밴드(KIKI BAND), 카츠이 유지(勝井祐二)와의 즉흥 듀오 페레프루(Pere-Furu), 챔버록 밴드 웨어하우스(Warehouse), 츠보이 아키히사(壷井彰久)와 함께하는 에라(Era) 등 다양한 프로젝트를 이끌고 있다.
여러 뮤지션의 음반게 게스트로 참여했는데 카르멘 마키(カルメン・マキ), 오타카 시즈루(おおたか静流) 등이 대표적이다.
2014년 7월에 자신의 50세 생일을 기념하며 자신이 거쳐온 밴드들의 릴레이 공연을 진행했다. 코레쿄진(7/03), 더 듀오(鬼怒無月＋鈴木大介, 7/04), 마타하리 5(鬼怒無月＋壷井彰久＋佐藤芳明＋佐藤研二＋佐藤正治, 7/05), 페레프루(7/06), 코일(7/07), 웨어하우스(7/10) 순서였다.

## 음반 목록

### 리더
솔로앨범
- Disco, Space, Baby（2000年2月 Acid Mothers Temple）
- Guitar Solo（2000年10月 トゥルバドールカフェ）
- Quiet Life（2003年5月 さくらレコード）
- Wild Life（2005年7月 プライエイド）

Bondage Fruit
- Bondage Fruit（1994年10月 まぼろしの世界レーベル）bc 보관됨 2019-04-13 - 웨이백 머신
  - (Saga Yuki) Fairy's Fable (1995)
- Bondage Fruit II（1996年4月 まぼろしの世界レーベル）bc 보관됨 2019-04-13 - 웨이백 머신
- Bondage Fruit III -recit-（1997年4月 まぼろしの世界レーベル）bc 보관됨 2019-04-13 - 웨이백 머신
- Selected（1999年7月 Outer Music）
- Bondage Fruit IV（1999年10月 まぼろしの世界レーベル）
- Bondage Fruit V -SKIN-（2002年6月 まぼろしの世界レーベル）
- Bondage Fruit VI（2005年2月 まぼろしの世界レーベル）

Coil
- Get the Coil（1998年8月 まぼろしの世界レーベル）bc 보관됨 2019-04-13 - 웨이백 머신
- Big Games（2000年4月 地底レコード）
- COIL3（2003年3月 まぼろしの世界レーベル）

Era
- era（2002年12月 POSEIDONレコーズ）
- TOTEM（2004年5月 まぼろしの世界レーベル）
- Three Color of the Sky（2006年6月 まぼろしの世界レーベル）
- 忘れられた舟（2010年3月 アルカンジェロ）

The DUO
- The DUO（2007年11月 ポリスター）
- Cinema Voyage（2008年10月 ポリスター）
- SEASONS（2010年4月 ワーナーミュージック・ジャパン）

Salle Gaveau
- Alloy（2007年2月 まぼろしの世界レーベル）
- Strange Device（2008年6月 まぼろしの世界レーベル）
- La Cumparsita（2010年6月 intoxicate records）

etc
- Black Stage(하이노 케이지 / Black Stage（1994年 まぼろしの世界レーベル）bc 보관됨 2019-04-13 - 웨이백 머신
- P.O.N. / P.O.N.（1995年 CREATIVEMAN DISC）
- Pere-Furu / Pere-Furu（2001年8月 まぼろしの世界レーベル）
- Opabinia / Opabinia（2003年4月）

### 연주자
코레쿄진 & 월드 헤리티지
梅津和時 KIKI BAND
- KIKI（2001年6月 イーストワークスエンターテインメント）
- Greeting from Africa（2002年2月 イーストワークスエンターテインメント）
- 眩暈の国 Land Dizzy（2002年9月 イーストワークスエンターテインメント）
- Live at Moers Festival（2004年4月 ZOTT Records）
- DOWSER（2005年12月 ZOTT Records）
- DEMAGOGUE（2007年7月 ZOTT Records）
- Alchemic Life（2008年10月 NOT TWO RECORDS）
- A Chrysalis' Dream〜さなぎの夢（2010年10月 ZOTT Records）

Warehouse
- Endless game of Cat and Mouse（2002年7月 イーストワークスエンターテインメント）
- Patrol Girl（2004年6月 イーストワークスエンターテインメント）
- Ladies And Gentlemen !（2006年7月 イーストワークスエンターテインメント） - Warehouseと柳原

一噌幸弘
- 東京ダルマガエル (1990)
- カカリ乱幻（2007年2月 Tohyohyo Music）
- 咲くシャク（2011年11月 Tohyohyo Music）

etc
- カルメン・マキ＆サラマンドラ / CARMEN MAKI and SALAMANDRE（2003年7月）
- 川嶋哲郎 Meets 鬼怒無月 / Resident of Earth（2006年4月 エムアンドアイカンパニー）
- Acid Mothers Temple with 鬼怒無月 / 2010: A Space Ritual 〰 2010年宇宙の祭典（2012年3月 Acid Mothers Temple）